# Rose-Marie (1936)
Rose-Marie is een Amerikaanse muziekfilm uit 1936 onder regie van W.S. Van Dyke. Het scenario is gebaseerd op de gelijknamige operette uit 1924 van Rudolf Frimi en Herbert Stothart.

## Verhaal
De broer van sopraan Marie de Flor is ontsnapt uit de gevangenis. Ze gaat naar hem op zoek in de wildernis van Canada. Tijdens haar zoektocht maakt ze kennis met sergeant Bruce van de bereden politie. Ze worden al gauw verliefd op elkaar.

## Rolverdeling
| Acteur             | Personage         |
| ------------------ | ----------------- |
| Jeanette MacDonald | Marie de Flor     |
| Nelson Eddy        | Sergeant Bruce    |
| Reginald Owen      | R.O. Myerson      |
| Allan Jones        | Romeo             |
| James Stewart      | John Flower       |
| Alan Mowbray       | Premier           |
| Gilda Gray         | Belle             |
| George Regas       | Boniface          |
| Robert Greig       | Hotelhouder       |
| Una O'Connor       | Anna Roderick     |
| Lucien Littlefield | Winkelier         |
| David Niven        | Teddy             |
| Herman Bing        | Mijnheer Daniells |